# Ambienti d'alta quota della Vallée de l'Alleigne
Ambienti d'alta quota della Vallée de l'Alleigne este o arie protejată (arie specială de conservare — SAC, sit de importanță comunitară — SCI) din Italia întinsă pe o suprafață de 1.103 ha, integral pe uscat.

## Localizare
Centrul sitului Ambienti d'alta quota della Vallée de l'Alleigne este situat la coordonatele 45°35′17″N 7°36′10″E / 45.588056°N 7.602778°E.

## Înființare
Situl Ambienti d'alta quota della Vallée de l'Alleigne a fost declarat sit de importanță comunitară în iulie 2001 pentru a proteja 6 specii de animale. Situl a fost protejat și ca arie specială de conservare în februarie 2013.

## Biodiversitate
Situată în ecoregiunea alpină, aria protejată conține 17 habitate naturale: Fânețe montane, Mlaștini alcaline, Liziere de ierburi înalte hidrofile de câmpie și de nivel montan până la alpin, Grohotișuri silicioase de la nivelul montan până la nivelul zăpezii (Androsacetalia alpinae și Galeopsietalia ladani), Pajiști boreale și alpine pe substrat silicios, Păduri alpine de Larix decidua și/sau Pinus cembra, Ape stătătoare oligotrofe până la mezotrofe, cu vegetație de Littorelletea uniflorae și/sau de Isoëto-Nanojuncetea, Grohotișuri calcaroase și de șisturi calcaroase de la nivelul montan până la nivelul alpin (Thlaspietea rotundifolii), Păduri montane și subalpine de Pinus uncinata (* dezvoltate pe substrat gipsos sau calcaros), Tufărișuri subarctice cu Salix spp., Pante stâncoase calcaroase cu vegetație casmofită, Râuri de munte și vegetația erbacee de pe malurile acestora, Pante stâncoase silicioase cu vegetație casmofită, Pajiști alpine și boreale, Roci stâncoase cu vegetație pionieră de Sedo-Scleranthion sau Sedo albi-Veronicion dillenii, Pajiști alpine și subalpine calcaroase, Formațiuni ierboase bogate în specii de Nardus, dezvoltate pe substraturi silicioase în zone montane (și în zone submontane, în Europa continentală).
La baza desemnării sitului se află mai multe specii protejate:
- păsări (5): potârnichea de stâncă (Alectoris graeca saxatilis), acvilă de munte (Aquila chrysaetos), ciocănitoare neagră (Dryocopus martius), Lagopus muta helvetica, Lyrurus tetrix tetrix
- pești (1): Salmo marmoratus

Pe lângă speciile protejate, pe teritoriul sitului au mai fost identificate 25 de specii de plante, 6 specii de mamifere.